# Giedrius Premeneckas

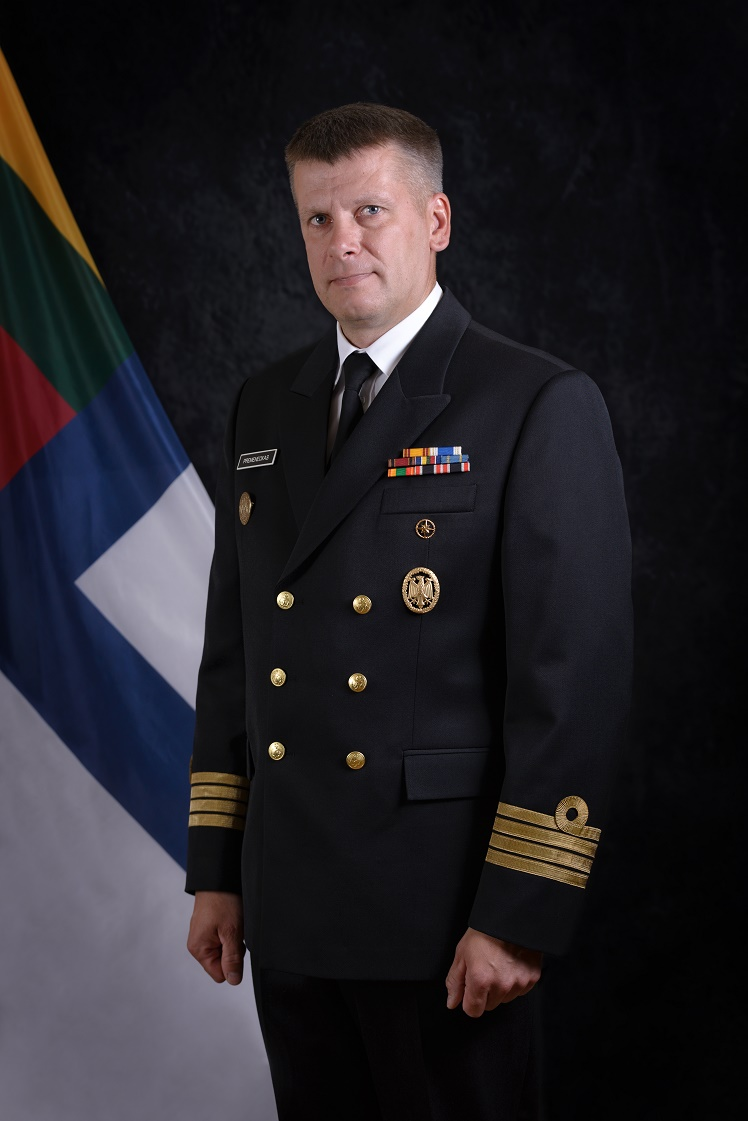
G. Premeneckas (2020)

Giedrius Premeneckas (* 4. Juni 1974 in Klaipėda) ist ein Konteradmiral der litauischen Seestreitkräfte und seit 2025 Chef des Stabes der litauischen Streitkräfte. Davor war er von 2020 bis 2025 Kommandeur der Marine des Landes.

## Leben
Giedrius Premeneckas wurde 1974 in der Hafenstadt Klaipėda in der damaligen Litauischen SSR geboren. Im Jahr 1994 schloss er sich den im Wiederaufbau befindlichen Streitkräften seines Heimatlandes an.

### Militärische Laufbahn
Beförderungen
- Leutnant zur See (1998)
- Oberleutnant z.S. (1999)
- Kapitänleutnant (2002)
- Korvettenkapitän (2007)
- Fregattenkapitän (2013)
- Kapitän zur See (2019)
- Flottillenadmiral (2024)
- Konteradmiral (2025)

Nach dem Abschluss der deutschen Marineschule im Jahr 1997 wurde Giedrius Premeneckas zunächst auf der Fregatte Žemaitis eingesetzt. Von 1999 bis 2001 diente er als Erster Offizier auf dem Minenjagdboot Sūduvis. Danach übernahm er als Kommandant deren Schwesterschiff Kuršis. Während dieses Kommandos absolvierte er 2003 ein Ingenieursstudium an der Universität Klaipėda.
Das Jahr 2007 brachte für ihn das Ende seiner Dienstzeit auf der Kuršis und die Beförderung zum Korvettenkapitän. Darauf folgte 2009 der Abschluss eines Aufbaustudiums an der Führungsakademie der Bundeswehr und 2009 bis 2012 der Einsatz als Stabschef der Flotte der litauischen Marine. Anschließend war er von 2012 bis 2014 deren Kommandant. Zeitgleich absolvierte er ein Masterstudium an der General Jonas Žemaitis Militärakademie, dass er 2013 abschloss. Im Jahr 20214 diente Premeneckas, als erster litauischer Offizier, als Kommandant der Standing NATO Mine Countermeasures Group 1. Von 2014 bis 2016 war er stellvertretender Chef des Marinestabs für Operationen und von 2016 bis 2019 Verteidigungsattaché in Dänemark, Norwegen, Finnland und Schweden. Im Jahr 2019 wurde er zum Kapitän zur See befördert und übernahm, nach seiner Rückkehr nach Litauen, kurzzeitig den Posten des Stabschefs der Seestreitkräfte.
Am 11. August 2020 übernahm er von Arūnas Mockus den Oberbefehl über die litauischen Seestreitkräfte. Auf diesem Posten wurde er am 7. Mai 2024 zum Flottillenadmiral befördert. Danach verblieb er noch bis zum 28. Juli 2025 auf dem Posten des Marinekommandanten, um dann von Tadas Jablonskis abgelöst zu werden. Premeneckas übernahm daraufhin am 30. Juli 2025 das Amt des Stabschefs der Streitkräfte und wurde in diesem Zusammenhang zum Konteradmiral befördert.

### Privates
Giedrius Premeneckas ist verheiratet und Vater von drei Söhnen. Zu seinen Hobbys zählen Lesen und Tauchen. Neben Litauisch spricht er Englisch, Deutsch und Russisch.